# IndyCar Series 2003
De IndyCar Series 2003 was het achtste kampioenschap van de IndyCar Series. Het was het eerste seizoen dat het kampioenschap officieel de naam IndyCar Series kreeg nadat de officiële naam voorheen Indy Racing League was. Het werd gewonnen door Scott Dixon. Tijdens het seizoen werd de 87e Indianapolis 500 gehouden die gewonnen werd door Gil de Ferran. De Ferran's team- en landgenoot Hélio Castroneves stond op poleposition bij aanvang van de race en had goede kansen om de eerste rijder in de geschiedenis van de Indy 500 te worden die de race drie jaar na elkaar zou winnen, maar het lukte hem net niet, hij werd tweede. 

## Races
|    | Datum        | Circuit                          | Winnaar           | Tweede            | Derde             | Pole position     |
| 1  | 2 maart      | Homestead-Miami Speedway         | Scott Dixon       | Gil de Ferran     | Hélio Castroneves | Tony Kanaan       |
| 2  | 23 maart     | Phoenix International Raceway    | Tony Kanaan       | Hélio Castroneves | Felipe Giaffone   | Hélio Castroneves |
| 3  | 13 april     | Twin Ring Motegi                 | Scott Sharp       | Kenny Bräck       | Felipe Giaffone   | Scott Dixon       |
| 4  | 25 mei       | Indianapolis Motor Speedway      | Gil de Ferran     | Hélio Castroneves | Tony Kanaan       | Hélio Castroneves |
| 5  | 7 juni       | Texas Motor Speedway             | Al Unser Jr.      | Tony Kanaan       | Toranosuke Takagi | Tomas Scheckter   |
| 6  | 15 juni      | Pikes Peak International Raceway | Scott Dixon       | Tony Kanaan       | Gil de Ferran     | Tony Kanaan       |
| 7  | 28 juni      | Richmond International Raceway   | Scott Dixon       | Hélio Castroneves | Gil de Ferran     | Scott Dixon       |
| 8  | 6 juli       | Kansas Speedway                  | Bryan Herta       | Hélio Castroneves | Gil de Ferran     | Scott Dixon       |
| 9  | 19 juli      | Nashville Superspeedway          | Gil de Ferran     | Scott Dixon       | Hélio Castroneves | Scott Dixon       |
| 10 | 27 juli      | Michigan International Speedway  | Alex Barron       | Sam Hornish Jr.   | Tomas Scheckter   | Tomas Scheckter   |
| 11 | 10 augustus  | Gateway International Raceway    | Hélio Castroneves | Tony Kanaan       | Gil de Ferran     | Hélio Castroneves |
| 12 | 17 augustus  | Kentucky Speedway                | Sam Hornish Jr.   | Scott Dixon       | Bryan Herta       | Sam Hornish Jr.   |
| 13 | 24 augustus  | Nazareth Speedway                | Hélio Castroneves | Sam Hornish Jr.   | Bryan Herta       | Scott Dixon       |
| 14 | 7 september  | Chicagoland Speedway             | Sam Hornish Jr.   | Scott Dixon       | Bryan Herta       | Richie Hearn      |
| 15 | 21 september | California Speedway              | Sam Hornish Jr.   | Scott Dixon       | Tony Kanaan       | Hélio Castroneves |
| 16 | 12 oktober   | Texas Motor Speedway             | Gil de Ferran     | Scott Dixon       | Dan Wheldon       | Gil de Ferran     |

## Eindrangschikking
| Rank | Rijder            | Ptn |
| ---- | ----------------- | --- |
| 1.   | Scott Dixon       | 507 |
| 2.   | Gil de Ferran     | 489 |
| 3.   | Hélio Castroneves | 484 |
| 4.   | Tony Kanaan       | 476 |
| 5.   | Sam Hornish Jr.   | 461 |
| 6.   | Al Unser Jr.      | 374 |
| 7.   | Tomas Scheckter   | 356 |
| 8.   | Scott Sharp       | 351 |
| 9.   | Kenny Bräck       | 342 |
| 10.  | Toranosuke Takagi | 317 |
| 11.  | Dan Wheldon       | 312 |
| 12.  | Roger Yasukawa    | 301 |
| 13.  | Bryan Herta       | 277 |

| Rank | Rijder           | Ptn |
| ---- | ---------------- | --- |
| 14.  | Robbie Buhl      | 261 |
| 15.  | Greg Ray         | 253 |
| 16.  | Buddy Rice       | 229 |
| 17.  | Alex Barron      | 216 |
| 18.  | Sarah Fisher     | 211 |
| 19.  | Buddy Lazier     | 201 |
| 20.  | Felipe Giaffone  | 199 |
| 21.  | A.J. Foyt IV     | 198 |
| 22.  | Vitor Meira      | 170 |
| 23.  | Jaques Lazier    | 120 |
| 24.  | Michael Andretti | 80  |
| 25.  | Dario Franchitti | 72  |
| 26.  | Shigeaki Hattori | 43  |

| Rank | Rijder        | Ptn |
| ---- | ------------- | --- |
| =    | Ed Carpenter  | 43  |
| 28.  | Richie Hearn  | 39  |
| 29.  | Shinji Nakano | 35  |
| 30.  | Tony Renna    | 26  |
| =    | Scott Mayer   | 26  |
| 32.  | Jimmy Kite    | 17  |
| 33.  | Robby Gordon  | 8   |
| 34.  | Airton Daré   | 6   |
| 35.  | Robby McGehee | 5   |
| 36.  | Jimmy Vasser  | 4   |
| 37.  | Billy Boat    | 1   |